# Elin Westman

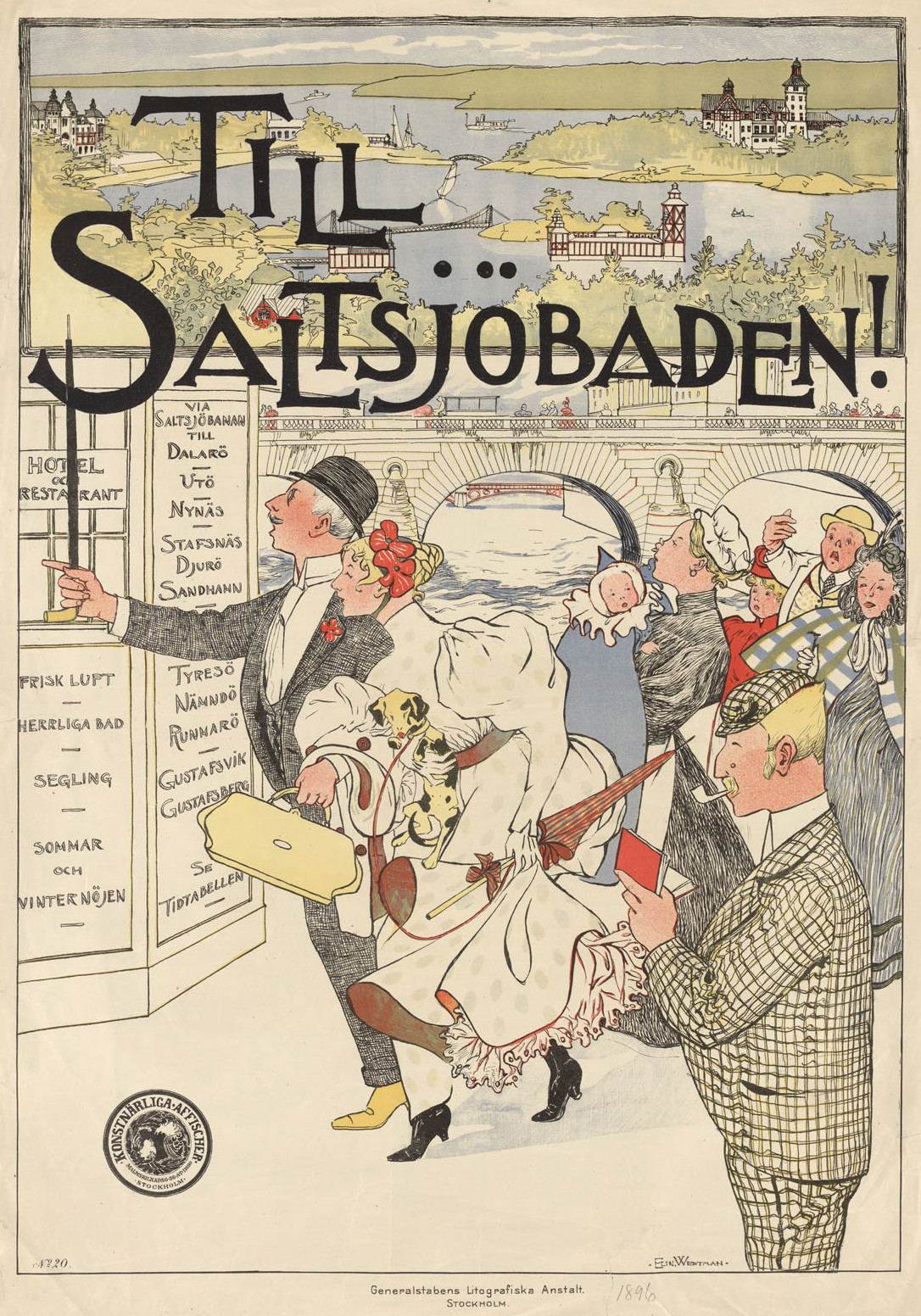
Affisch från 1896

Ej att förväxla med textilkonstnären Elin Westman (1937–2019).
Elin Cecilia Westman, född Andersson 18 augusti 1870 i Karlstad, död 2 juni 1928 i Stockholm, var en svensk målare och tecknare.

## Biografi
Elin Westman var dotter till fabrikören Gustaf Adolf Andersson och Augusta Johanna Tidholm. Hon studerade vid Tekniska skolan i Stockholm och på Konstakademien 1889–1893. Hon gifte sig 1893 med arkitekten Carl Westman och de åkte bland annat till New York där uppehället finansierades genom att hon gjorde illustrationer till diverse tidskrifter. 
Elin och Carl Westman samarbetade och hon gjorde bland annat förlageteckningar till ornamentik med intarsia till exempelvis en sänggavel och väggbonader till Pressens Villa (villan ritades av maken Carl) i Saltsjöbaden, en järngrind till Läkaresällskapets hus i Stockholm och de gjorde båda reklamaffischer för Konstnärliga affischer, bland annat till Stora Bryggeriet och Till Saltsjöbaden. Hon målade landskapsskildringar i olja och akvarell samt gjorde sagoillustrationer till flera volymer av Barnbiblioteket Saga och även mönster för textilier. Till Daniel Fallströms Barnens paradis utförde hon sju teckningar och hon illustrerade Karl-Erik Forsslunds pojkbok Grankottarna 1902.
Elin Westman var medlem i Föreningen Svenska Konstnärinnor och deltog i föreningens utställningar på Konstakademien 1911 och på Liljevalchs 1917 och 1927 samt i Helsingborg 1917. Familjen bodde mellan 1903 och 1928 i Saltsjöbaden i en villa på Danska Backarna som Carl Westman hade ritat. Westman finns representerad vid bland annat Nationalmuseum i Stockholm.